# Automobil-Weltmeisterschaft 1964

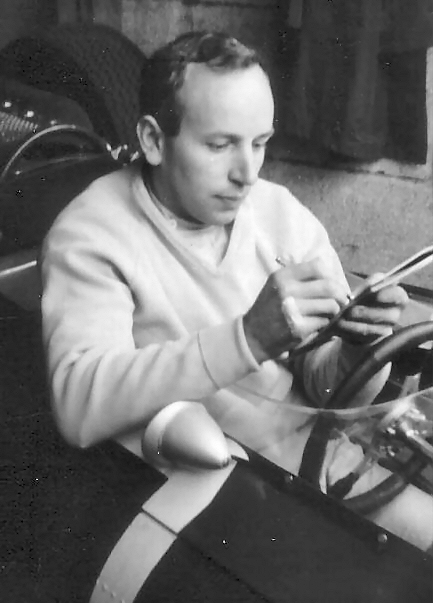
Weltmeister John Surtees im Ferrari

Die Automobil-Weltmeisterschaft 1964 war die 15. Saison der Automobil-Weltmeisterschaft, die heutzutage als Formel-1-Weltmeisterschaft bezeichnet wird. In ihrem Rahmen wurden über zehn Rennen in der Zeit vom 10. Mai 1964 bis 25. Oktober 1964 die Fahrerweltmeisterschaft und der Internationale Pokal der Formel-1-Konstrukteure ausgetragen.
Der FIA-Ehrentitel Großer Preis von Europa wurde 1964 an den Großen Preis von Großbritannien vergeben.
John Surtees gewann zum ersten und einzigen Mal die Fahrerweltmeisterschaft. Ferrari wurde zum zweiten Mal Konstrukteursweltmeister. Da Surtees außerdem von 1956 bis 1960 sieben Motorrad-WM-Titel gewinnen konnte, war und ist er der bisher einzige Motorsportler, der sowohl Motorrad- als auch Formel-1-Weltmeister wurde.
Nachdem es zu Anfang der Saison so ausgesehen hatte, als ob die Titelverteidigung von Jim Clark nur eine reine Formsache wäre, machten diesem und dem technisch überlegenen Lotus die häufigen technischen Defekte das Leben schwer. Die Saison gehörte zu den ausgeglichensten Rennsaisons aller Zeiten, da sich fünf Piloten und vier Teams die Siege teilten.
Vor dem letzten Rennen in Mexiko-Stadt hatte Graham Hill fünf Punkte Vorsprung vor Surtees. Nach der Hälfte des Rennens fuhr Lorenzo Bandini, der Teamkollege von Surtees, in das Heck von Hills B.R.M. und beschädigte dessen Auspuffrohre. Durch den folgenden Boxenstopp fiel Hill weit zurück und hatte praktisch keine Chancen mehr auf die Weltmeisterschaft. Hill kam in diesem letzten GP der Saison nach diesem von Bandini verursachten Zwischenfall nicht mehr in die Punkteränge. Dann führte Jim Clark und sah wie der Sieger und der erneute Weltmeister aus. Doch zwei Runden vor Schluss fiel er wegen Ölverlusts aus. So führte nun Dan Gurney vor Bandini und Surtees. Der dritte Platz reichte aber dem ehemaligen Motorrad-Weltmeister nicht zum Titel. So gab es in der letzten Runde eine Ferrari-Stallorder und Bandini ließ seinen Teamkollegen Surtees auf den zweiten Platz hinter Dan Gurney fahren. Damit gewann Surtees mit einem Punkt Vorsprung die Weltmeisterschaft vor Graham Hill (WM 1962 und 1968), der so 1964 wie ein Jahr zuvor und ein Jahr danach Vize-Weltmeister wurde.
Surtees gewann die Formel-1-Weltmeisterschaft aufgrund der damals noch geltenden Streichresultate-Regelung. Hill hatte in den zehn Rennen der Saison siebenmal gepunktet und wäre auf 41 Punkte gekommen, doch da 1964 nur die sechs besten von zehn Ergebnissen zählten, lag er schließlich einen Punkt hinter Surtees, der kein Streichresultat aufwies.

## Rennberichte

### Großer Preis von Monaco
| Platz | Fahrer         | Team          | Zeit       |
| ----- | -------------- | ------------- | ---------- |
| 1     | Graham Hill    | B.R.M.        | 2:41:19,5  |
| 2     | Richie Ginther | B.R.M.        | + 1 Runde  |
| 3     | Peter Arundell | Lotus-Climax  | + 3 Runden |
| 4     | Jim Clark      | Lotus-Climax  | + 4 Runden |
| 5     | Joakim Bonnier | Cooper-Climax | + 4 Runden |
| 6     | Mike Hailwood  | Lotus-B.R.M.  | + 4 Runden |

Der Große Preis von Monaco auf dem Circuit de Monaco fand am 10. Mai 1964 statt und ging über eine Distanz von 100 Runden à 3,145 km, was einer Gesamtdistanz von 314,100 km entspricht.
Graham Hill gewann das Rennen vor Richie Ginther und Peter Arundell.

### Großer Preis der Niederlande
| Platz | Fahrer         | Team           | Zeit       |
| ----- | -------------- | -------------- | ---------- |
| 1     | Jim Clark      | Lotus-Climax   | 2:07:35,4  |
| 2     | John Surtees   | Ferrari        | + 53,6     |
| 3     | Peter Arundell | Lotus-Climax   | + 1 Runde  |
| 4     | Graham Hill    | B.R.M.         | + 1 Runde  |
| 5     | Chris Amon     | Lotus-B.R.M.   | + 1 Runde  |
| 6     | Bob Anderson   | Brabham-Climax | + 2 Runden |

Der Große Preis der Niederlande auf dem Circuit Park Zandvoort fand am 24. Mai 1964 statt und ging über eine Distanz von 80 Runden à 4,193 km, was einer Gesamtdistanz von 335,440 km entspricht.
Jim Clark gewann das Rennen vor John Surtees und Peter Arundell.

### Großer Preis von Belgien
| Platz | Fahrer         | Team           | Zeit      |
| ----- | -------------- | -------------- | --------- |
| 1     | Jim Clark      | Lotus-Climax   | 2:06:40,5 |
| 2     | Bruce McLaren  | Cooper-Climax  | + 3,4     |
| 3     | Jack Brabham   | Brabham-Climax | + 48,1    |
| 4     | Richie Ginther | B.R.M.         | + 1:58,6  |
| 5     | Graham Hill    | B.R.M.         | + 1 Runde |
| 6     | Dan Gurney     | Brabham-Climax | + 1 Runde |

Der Große Preis von Belgien auf dem Circuit de Spa-Francorchamps fand am 14. Juni 1964 statt und ging über eine Distanz von 32 Runden à 14,100 km, was einer Gesamtdistanz von 451,200 km entspricht.
Jim Clark gewann das Rennen vor Bruce McLaren und Jack Brabham.

### Großer Preis von Frankreich
| Platz | Fahrer         | Team           | Zeit      |
| ----- | -------------- | -------------- | --------- |
| 1     | Dan Gurney     | Brabham-Climax | 2:07:49,1 |
| 2     | Graham Hill    | B.R.M.         | + 24,1    |
| 3     | Jack Brabham   | Brabham-Climax | + 24,9    |
| 4     | Peter Arundell | Lotus-Climax   | + 1:10,6  |
| 5     | Richie Ginther | B.R.M.         | + 2:12,1  |
| 6     | Bruce McLaren  | Cooper-Climax  | + 1 Runde |

Der Große Preis von Frankreich auf der Rennstrecke Rouen-les-Essarts fand am 28. Juni 1964 statt und ging über eine Distanz von 57 Runden à 6,542 km, was einer Gesamtdistanz von 372,894 km entspricht.
Dan Gurney gewann das Rennen vor Graham Hill und Jack Brabham.

### Großer Preis von Großbritannien
| Platz | Fahrer          | Team           | Zeit       |
| ----- | --------------- | -------------- | ---------- |
| 1     | Jim Clark       | Lotus-Climax   | 2:15:07,0  |
| 2     | Graham Hill     | B.R.M.         | + 2,8      |
| 3     | John Surtees    | Ferrari        | + 1:20,6   |
| 4     | Jack Brabham    | Brabham-Climax | + 1 Runde  |
| 5     | Lorenzo Bandini | Ferrari        | + 2 Runden |
| 6     | Phil Hill       | Cooper-Climax  | + 2 Runden |

Der Große Preis von Großbritannien auf dem Brands Hatch Circuit fand am 11. Juli 1964 statt und ging über eine Distanz von 80 Runden à 4,265 km, was einer Gesamtdistanz von 341,200 km entspricht. Der Grand Prix trug auch den FIA-Ehrentitel Großer Preis von Europa.
Jim Clark gewann das Rennen vor Graham Hill und John Surtees.

### Großer Preis von Deutschland
| Platz | Fahrer              | Team           | Zeit      |
| ----- | ------------------- | -------------- | --------- |
| 1     | John Surtees        | Ferrari        | 2:12:04,8 |
| 2     | Graham Hill         | B.R.M.         | + 1:15,6  |
| 3     | Lorenzo Bandini     | Ferrari        | + 4:52,8  |
| 4     | Jo Siffert          | Brabham-B.R.M. | + 5:23,1  |
| 5     | Maurice Trintignant | B.R.M.         | + 1 Runde |
| 6     | Tony Maggs          | B.R.M.         | + 1 Runde |

Der Große Preis von Deutschland auf dem Nürburgring fand am 2. August 1964 statt und ging über eine Distanz von 15 Runden à 22,810 km, was einer Gesamtdistanz von 342,150 km entspricht.
Im Training verunglückte der Niederländer Carel Godin de Beaufort in einem privaten alten Porsche 718 im Streckenabschnitt Bergwerk schwer und starb einen Tag später an seinen Verletzungen.
John Surtees war auf dem V 8-Ferrari mit 8:38,4 Minuten (der neue Rundenrekord) die beste Qualifyingszeit gefahren vor Jim Clark (8:38,8 Minuten) und Dan Gurney (8:39,3 Minuten). Auf Wunsch des Veranstalters hatte Colin Chapman dem Deutschen Gerhard Mitter einen Wagen zur Verfügung gestellt. Leider hatte dieser viel zu wenig Gelegenheit zum Trainieren und musste das Zusatztraining dazu verwenden, um auf die fünf Pflichtrunden zu kommen. Bruce McLaren rangierte als bester Mann des Cooper-Teams im Qualifying an 7. Stelle (8:47,1 Minuten).
Der Sieg fiel John Surtees mit seinem Ferrari auf dem Nürburgring gar nicht leicht. Er musste seinem Wagen alles abverlangen, solange er Dan Gurney (Brabham) im Rücken wusste, und das war immerhin bis zur 11. von 15 Runden der Fall. Dan Gurney lieferte John Surtees einen prachtvollen Kampf und lag zeitweise sogar an der Spitze. Eine defekte Zylinderkopfdichtung führte zur Überhitzung des Motors.
John Surtees schaffte auch die beste Rennrunde mit 8:39,0 Minuten (158,2 km/h) – der neue Rundenrekord für Rennen.
Maurice Trintignant, mit 46 Jahren der älteste Grand-Prix-Pilot, der einen 62/63er BRM lenkte, bekam in der letzten Runde Batterieprobleme und erreichte das Ziel nicht, belegte aber den 5. Platz.

### Großer Preis von Österreich
| Platz | Fahrer          | Team           | Zeit       |
| ----- | --------------- | -------------- | ---------- |
| 1     | Lorenzo Bandini | Ferrari        | 2:06:18,23 |
| 2     | Richie Ginther  | B.R.M.         | + 6,18     |
| 3     | Bob Anderson    | Brabham-Climax | + 3 Runden |
| 4     | Tony Maggs      | B.R.M.         | + 3 Runden |
| 5     | Innes Ireland   | BRP-B.R.M.     | + 3 Runden |
| 6     | Joakim Bonnier  | Brabham-Climax | + 4 Runden |

Der Große Preis von Österreich auf dem Fliegerhorst Hinterstoisser bei Zeltweg fand am 23. August 1964 statt und ging über eine Distanz von 105 Runden à 3,200 km, was einer Gesamtdistanz von 336,000 km entspricht.
Lorenzo Bandini gewann das Rennen vor Richie Ginther und Bob Anderson.

### Großer Preis von Italien
| Platz | Fahrer          | Team          | Zeit      |
| ----- | --------------- | ------------- | --------- |
| 1     | John Surtees    | Ferrari       | 2:10:51,8 |
| 2     | Bruce McLaren   | Cooper-Climax | + 1:06,0  |
| 3     | Lorenzo Bandini | Ferrari       | + 1 Runde |
| 4     | Richie Ginther  | B.R.M.        | + 1 Runde |
| 5     | Innes Ireland   | BRP-B.R.M.    | + 1 Runde |
| 6     | Mike Spence     | Lotus-Climax  | + 1 Runde |

Der Große Preis von Italien im Autodromo Nazionale Monza fand am 6. September 1964 statt und ging über eine Distanz von 78 Runden à 5,750 km, was einer Gesamtdistanz von 448,500 km entspricht.
John Surtees gewann das Rennen vor Bruce McLaren und Lorenzo Bandini.

### Großer Preis der USA
| Platz | Fahrer         | Team           | Zeit       |
| ----- | -------------- | -------------- | ---------- |
| 1     | Graham Hill    | B.R.M.         | 2:16:38,0  |
| 2     | John Surtees   | Ferrari        | + 30,5     |
| 3     | Jo Siffert     | Brabham-B.R.M. | + 1 Runde  |
| 4     | Richie Ginther | B.R.M.         | + 3 Runden |
| 5     | Walt Hansgen   | Lotus-Climax   | + 3 Runden |
| 6     | Trevor Taylor  | BRP-B.R.M.     | + 4 Runden |

Der Große Preis der USA auf dem Watkins Glen International fand am 4. Oktober 1964 statt und ging über eine Distanz von 110 Runden à 3,701 km, was einer Gesamtdistanz von 411,80 km entspricht.
Graham Hill gewann das Rennen vor John Surtees und Jo Siffert.

### Großer Preis von Mexiko
| Platz | Fahrer          | Team           | Zeit       |
| ----- | --------------- | -------------- | ---------- |
| 1     | Dan Gurney      | Brabham-Climax | 2:09:50,32 |
| 2     | John Surtees    | Ferrari        | + 1:08,94  |
| 3     | Lorenzo Bandini | Ferrari        | + 1:09,63  |
| 4     | Mike Spence     | Lotus-Climax   | + 1:21,86  |
| 5     | Jim Clark       | Lotus-Climax   | + 1 Runde  |
| 6     | Pedro Rodríguez | Ferrari        | + 1 Runde  |

Der Große Preis von Mexiko auf der Rennstrecke Magdalena Mixhuca fand am 25. Oktober 1964 statt und ging über eine Distanz von 65 Runden à 5,000 km, was einer Gesamtdistanz von 325,000 km entspricht.
Dan Gurney gewann das Rennen vor John Surtees und Lorenzo Bandini.

## Weltmeisterschaftswertungen

### Fahrerwertung
Für die Fahrerweltmeisterschaft 1964 galten folgende Regeln der Punkteverteilung:
| Platz 1 | 9 Punkte |
| Platz 2 | 6 Punkte |
| Platz 3 | 4 Punkte |
| Platz 4 | 3 Punkte |
| Platz 5 | 2 Punkte |
| Platz 6 | 1 Punkt  |

- Es gingen nur die besten sechs Resultate aus den zehn Rennen in die Wertung ein.

| Pos. | Fahrer                  | Konstrukteur |         |         |         |         |         |         |         |         |         |         | Punkte  |
| 01   | John Surtees            | Ferrari      | DNF     | 2       | DNF     | DNF     | 3       | 0001000 | DNF     | 0001000 | 2       | 2       | 40      |
| 02   | Graham Hill             | B.R.M.       | 0001000 | 4       | (5)     | 2       | 2       | 2       | DNF     | DNF     | 0001000 | 11      | 39 (41) |
| 03   | Jim Clark               | Lotus        | 4       | 0001000 | 0001000 | DNF     | 0001000 | DNF     | DNF     | DNF     | DNF     | 5       | 32      |
| 04   | Lorenzo Bandini         | Ferrari      | 10      | DNF     | DNF     | 9       | 5       | 3       | 0001000 | 3       | DNF     | 3       | 23      |
| 05   | Richie Ginther          | B.R.M.       | 2       | 11      | 4       | 5       | 8       | 7       | 2       | 4       | 4       | 8       | 23      |
| 06   | Dan Gurney              | Brabham      | DNF     | DNF     | 6       | 0001000 | 13      | 10      | DNF     | 10      | DNF     | 0001000 | 19      |
| 07   | Bruce McLaren           | Cooper       | DNF     | 7       | 2       | 6       | DNF     | DNF     | DNF     | 2       | DNF     | 7       | 13      |
| 08   | Peter Arundell          | Lotus        | 3       | 3       | 9       | 4       |         |         |         |         |         |         | 11      |
| 09   | Jack Brabham            | Brabham      | DNF     | DNF     | 3       | 3       | 4       | 12      | 9       | 14      | DNF     | 14      | 11      |
| 10   | Jo Siffert              | Lotus        | 8       |         |         |         |         |         |         |         |         |         | 7       |
| 10   | Jo Siffert              | Brabham      |         | 13      | DNF     | DNF     | 11      | 4       | DNF     | 7       | 3       | DNF     | 7       |
| 11   | Robert Anderson         | Brabham      | 7       | 6       | DNS     | 12      | 7       | DNF     | 3       | 11      |         |         | 5       |
| 12   | Anthony Maggs           | B.R.M.       |         | DNS     | DNS     |         | DNF     | 6       | 4       |         |         |         | 4       |
| 13   | Mike Spence             | Lotus        |         |         |         |         | 9       | 8       | DNF     | 6       | 7       | 4       | 4       |
| 14   | Innes Ireland           | Lotus        | DNS     |         |         |         |         |         |         |         |         |         | 4       |
| 14   | Innes Ireland           | B.R.P.       |         |         | 10      | DNF     | 10      |         | 5       | 5       | DNF     | 12      | 4       |
| 15   | Joakim Bonnier          | Cooper       | 5       |         |         |         |         |         |         |         |         |         | 3       |
| 15   | Joakim Bonnier          | Brabham      |         | 9       | DNF     |         | DNF     | DNF     | 6       | 12      | DNF     | DNF     | 3       |
| 16   | Chris Amon              | Lotus        | DNQ     | 5       | DNF     | 10      | DNF     | 11      | DNF     |         | DNF     | DNF     | 2       |
| 17   | Maurice Trintignant     | B.R.M.       | DNF     |         |         | 11      | DNQ     | 5       |         | DNF     |         |         | 2       |
| 18   | Walt Hansgen            | Lotus        |         |         |         |         |         |         |         |         | 5       |         | 2       |
| 19   | Mike Hailwood           | Lotus        | 6       | 12      |         | 8       | DNF     | DNF     | 8       | DNF     | 8       | DNF     | 1       |
| 20   | Phil Hill               | Cooper       | 9       | 8       | DNF     | 7       | 6       | DNF     | DNF     |         | DNF     | 9       | 1       |
| 21   | Trevor Taylor           | B.R.P.       | DNF     |         | 7       | DNF     | DNF     |         | DNF     | DNQ     | 6       | DNF     | 1       |
| 22   | Pedro Rodriguez         | Ferrari      |         |         |         |         |         |         |         |         |         | 6       | 1       |
| 23   | Giancarlo Baghetti      | B.R.M.       |         | 10      | 8       |         | 12      | DNF     | 7       | 8       |         |         | –       |
| 24   | Gerhard Mitter          | Lotus        |         |         |         |         |         | 9       |         |         |         |         | –       |
| 25   | Ludovico Scarfiotti     | Ferrari      |         |         |         |         |         |         |         | 9       |         |         | –       |
| 26   | Moises Solana           | Lotus        |         |         |         |         |         |         |         |         |         | 10      | –       |
| 27   | Ronnie Bucknum          | Honda        |         |         |         |         |         | 13      |         | DNF     | DNF     |         | –       |
| 28   | Hap Sharp               | Brabham      |         |         |         |         |         |         |         |         | DNC     | 13      | –       |
| 29   | Peter Revson            | Lotus        | DNQ     |         | DSQ     |         | DNS     | 14      |         | 13      |         |         | –       |
| 30   | John Taylor             | Cooper       |         |         |         |         | 14      |         |         |         |         |         | –       |
| –    | Carel Godin de Beaufort | Porsche      |         | DNF     |         |         |         | DNS     |         |         |         |         | –       |
| –    | André Pilette           | Scirocco     |         |         | DNF     |         |         | DNQ     |         |         |         |         | –       |
| –    | Ian Raby                | Brabham      |         |         |         |         | DNF     |         |         | DNQ     |         |         | –       |
| –    | Frank Gardner           | Brabham      |         |         |         |         | DNF     |         |         |         |         |         | –       |
| –    | Edgar Barth             | Cooper       |         |         |         |         |         | DNF     |         |         |         |         | –       |
| –    | Jochen Rindt            | Brabham      |         |         |         |         |         |         | DNF     |         |         |         | –       |
| –    | Mário de Araújo Cabral  | A.T.S.       |         |         |         |         |         |         |         | DNF     |         |         | –       |

### Konstrukteurswertung
- Für jedes Rennen wurde die höchste Punktzahl aller Fahrer eines Konstrukteurs gezählt. Die besten sechs (von zehn) Einzelergebnisse wurden addiert, und daraus die Konstrukteurswertung gebildet
- Streichresultate in Klammern

| Pos. | Konstrukteur   | Fahrer          |         |           |           |         |           |         |         |           |           |         | Punkte  |
| 01.  | Ferrari        | John Surtees    | 000–000 | 0006000   | 000–000   | 000–000 | 000(4)000 | 0009000 | 000–000 | 0009000   | 0006000   | 0006000 | 45 (49) |
| 01.  | Ferrari        | Lorenzo Bandini | 000–000 | 000–000   | 000–000   | 000–000 | 000–000   | 000–000 | 0009000 | 000–000   | 000–000   | 000–000 | 45 (49) |
| 02.  | B.R.M.         | Graham Hill     | 0009000 | 000(3)000 | 000–000   | 0006000 | 0006000   | 0006000 | 000–000 | 000–000   | 0009000   | 000–000 | 42 (51) |
| 02.  | B.R.M.         | Richie Ginther  | 000–000 | 000–000   | 000(3)000 | 000–000 | 000–000   | 000–000 | 0006000 | 000(3)000 | 000–000   | 000–000 | 42 (51) |
| 03.  | Lotus-Climax   | Jim Clark       | 000–000 | 0009000   | 0009000   | 000–000 | 0009000   | 000–000 | 000–000 | 000–000   | 000–000   | 000–000 | 37 (40) |
| 03.  | Lotus-Climax   | Peter Arundell  | 0004000 | 000–000   | 000–000   | 0003000 | 000–000   | 000–000 | 000–000 | 000–000   | 000–000   | 000–000 | 37 (40) |
| 03.  | Lotus-Climax   | Mike Spence     | 000–000 | 000–000   | 000–000   | 000–000 | 000–000   | 000–000 | 000–000 | 000(1)000 | 000–000   | 0003000 | 37 (40) |
| 03.  | Lotus-Climax   | Walt Hansgen    | 000–000 | 000–000   | 000–000   | 000–000 | 000–000   | 000–000 | 000–000 | 000–000   | 000(2)000 | 000–000 | 37 (40) |
| 04.  | Brabham-Climax | Dan Gurney      | 000–000 | 000–000   | 000–000   | 0009000 | 000–000   | 000–000 | 000–000 | 000–000   | 000–000   | 0009000 | 30      |
| 04.  | Brabham-Climax | Jack Brabham    | 000–000 | 000–000   | 0004000   | 000–000 | 0003000   | 000–000 | 000–000 | 000–000   | 000–000   | 000–000 | 30      |
| 04.  | Brabham-Climax | Robert Anderson | 000–000 | 0001000   | 000–000   | 000–000 | 000–000   | 000–000 | 0004000 | 000–000   | 000–000   | 000–000 | 30      |
| 05.  | Cooper-Climax  | Bruce McLaren   | 000–000 | 000–000   | 0006000   | 0001000 | 000–000   | 000–000 | 000–000 | 0006000   | 000–000   | 000–000 | 16      |
| 05.  | Cooper-Climax  | Joakim Bonnier  | 0002000 | 000–000   | 000–000   | 000–000 | 000–000   | 000–000 | 000–000 | 000–000   | 000–000   | 000–000 | 16      |
| 05.  | Cooper-Climax  | Phil Hill       | 000–000 | 000–000   | 000–000   | 000–000 | 0001000   | 000–000 | 000–000 | 000–000   | 000–000   | 000–000 | 16      |
| 06.  | Brabham-B.R.M. | Jo Siffert      | 000–000 | 000–000   | 000–000   | 000–000 | 000–000   | 0003000 | 000–000 | 000–000   | 0004000   | 000–000 | 7       |
| 07.  | B.R.P.-B.R.M.  | Innes Ireland   | 000–000 | 000–000   | 000–000   | 000–000 | 000–000   | 000–000 | 0002000 | 0002000   | 000–000   | 000–000 | 5       |
| 07.  | B.R.P.-B.R.M.  | Trevor Taylor   | 000–000 | 000–000   | 000–000   | 000–000 | 000–000   | 000–000 | 000–000 | 000–000   | 0001000   | 000–000 | 5       |
| 08.  | Lotus-B.R.M.   | Mike Hailwood   | 0001000 | 000–000   | 000–000   | 000–000 | 000–000   | 000–000 | 000–000 | 000–000   | 000–000   | 000–000 | 3       |
| 08.  | Lotus-B.R.M.   | Chris Amon      | 000–000 | 0002000   | 000–000   | 000–000 | 000–000   | 000–000 | 000–000 | 000–000   | 000–000   | 000–000 | 3       |

## Nicht zur Weltmeisterschaft zählende Formel-1-Rennen
Neben den zehn Weltmeisterschaftsläufen fanden 1964 acht Formel-1-Rennen statt, die keinen Weltmeisterschafts-Status hatten.

### Daily Mirror Trophy
| Platz | Fahrer         | Team          | Zeit      |
| ----- | -------------- | ------------- | --------- |
| 1     | Innes Ireland  | BRP-BRM       | 1.12:53,4 |
| 2     | Joakim Bonnier | Cooper-Climax | 1.13:13,4 |
| 3     | Bruce McLaren  | Cooper-Climax | 1.13:56,4 |
| PP    | Jim Clark      | Lotus-Climax  | 1:32,8    |
| SR    | Peter Arundell | Lotus-Climax  | 1:51,2    |

### News Of The World Trophy
| Platz | Fahrer         | Team           | Zeit    |
| ----- | -------------- | -------------- | ------- |
| 1     | Jim Clark      | Lotus-Climax   | 57:39,0 |
| 2     | Peter Arundell | Lotus-Climax   | 59:00,6 |
| 3     | Trevor Taylor  | Lotus-BRM      |         |
| PP    | Jack Brabham   | Brabham-Climax | 1:21,0  |
| SR    | Graham Hill    | BRM            | 1:21,0  |

### Gran Premio di Siracusa
| Platz | Fahrer                     | Team         | Zeit      |
| ----- | -------------------------- | ------------ | --------- |
| 1     | John Surtees               | Ferrari      | 1.19:51,8 |
| 2     | Lorenzo Bandini            | Ferrari      | 1.20:29,1 |
| 3     | Peter Arundell Mike Spence | Lotus-Climax | 1.20:29,2 |
| PP    | Lorenzo Bandini            | Ferrari      | 1:50,5    |
| SR    | Lorenzo Bandini            | Ferrari      | 1:53,9    |

Der XIV. Gran Premio di Siracusa wurde am 12. April 1964 in der sizilianischen Stadt Syrakus auf dem Circuito di Siracusa abgehalten. Es ging über 40 Runden zu je 5,612 km (Gesamtdistanz: 224,487 km). Von den Formel-1-Werksteams war nur die Scuderia Ferrari und das Team Lotus vertreten; daneben traten zahlreiche, überwiegend kontinentaleuropäische Privatteams an. Das Rennen gewann Ferrari-Pilot John Surtees vor seinem Teamkollegen Lorenzo Bandini. Der dritte Platz ging an einen Werks-Lotus. Im Laufe des Rennens traten an Peter Arundells Getriebeprobleme auf. Bei einem Boxenstopp übernahm er das intakte Auto seines Teamkollegen Mike Spence, der seinerseits mit Arundells Wagen weiterfuhr. Arundell sah das Ziel, Spence hingegen gab vorzeitig auf. 

### Aintree 200
| Platz | Fahrer         | Team           | Zeit      |
| ----- | -------------- | -------------- | --------- |
| 1     | Jack Brabham   | Brabham-Climax | 2.09:02,6 |
| 2     | Graham Hill    | BRM            | 2.09:36,6 |
| 3     | Peter Arundell | Lotus-Climax   | 2.10:33,6 |
| PP    | Graham Hill    | BRM            | 1:52,8    |
| SR    | Jim Clark      | Lotus-Climax   | 1:52,2    |

### BRDC International Trophy
| Platz | Fahrer         | Team           | Zeit      |
| ----- | -------------- | -------------- | --------- |
| 1     | Jack Brabham   | Brabham-Climax | 1.22:45,2 |
| 2     | Graham Hill    | BRM            | 1.22:45,2 |
| 3     | Peter Arundell | Lotus-Climax   | 1.24:14,2 |
| PP    | Dan Gurney     | Brabham-Climax | 1:33,4    |
| SR    | Jack Brabham   | Brabham-Climax | 1:33,6    |

### Großer Preis der Solitude
| Platz | Fahrer       | Team           | Zeit      |
| ----- | ------------ | -------------- | --------- |
| 1     | Jim Clark    | Lotus-Climax   | 1.33:02,2 |
| 2     | John Surtees | Ferrari        | 1.33:12,6 |
| 3     | Bob Anderson | Brabham-Climax |           |
| PP    | Jim Clark    | Lotus-Climax   | 3:49,6    |
| SR    | Jim Clark    | Lotus-Climax   | 3:58,7    |

### Gran Premio del Mediterraneo
| Platz | Fahrer        | Team         | Zeit      |
| ----- | ------------- | ------------ | --------- |
| 1     | Jo Siffert    | Brabham-BRM  | 1.17:59,3 |
| 2     | Jim Clark     | Lotus-Climax | 1.17:59,4 |
| 3     | Innes Ireland | BRP-BRM      | 1.18:01,4 |
| PP    | Jo Siffert    | Brabham-BRM  | 1:17,1    |
| SR    | Mike Spence   | Lotus-Climax | 1:16,0    |

### Rand Grand Prix
| Platz | Fahrer         | Team           | Zeit      |
| ----- | -------------- | -------------- | --------- |
| 1     | Graham Hill    | Brabham-BRM    | 1:22:48,7 |
| 2     | Paul Hawkins   | Brabham-Ford   | 1:23:41,6 |
| 3     | Bob Anderson   | Brabham-Climax | 1:24:13,7 |
| PP    | Jackie Stewart | Lotus-Climax   | 1:35,0    |
| SR    | Jackie Stewart | Lotus-Climax   | 1:36,0    |